# 수호이 Su-15
수호이 Su-15(러시아어: Су-15, NATO 보고명: Flagon)는 소련이 개발한 쌍발 엔진 제트기 초음속 요격기이다. 1965년 도입되었으며 1990년대의 최전선에 남은 디자인들 중 하나였다. Su-15는 NATO가 더 새롭고 더 유능한 전략폭격기를 도입함에 따라 쓸모없게 된 수호이 Su-11과 수호이 Su-9를 대체하기 위해 고안되었다.

## 운용국
- 소련
- 러시아
- 우크라이나

## 같이 보기
- 대한항공 007편 격추 사건

관련 개발
- 수호이 Su-9
- 수호이 Su-11